# Saint-Antonin-sur-Bayon
Saint-Antonin-sur-Bayon – miejscowość i gmina we Francji, w regionie Prowansja-Alpy-Lazurowe Wybrzeże, w departamencie Delta Rodanu.
Według danych na rok 1990 gminę zamieszkiwało 167 osób, a gęstość zaludnienia wynosiła 10 osób/km² (wśród 963 gmin regionu Prowansja-Alpy-W. Lazurowe Saint-Antonin-sur-Bayon plasuje się na 638. miejscu pod względem liczby ludności, natomiast pod względem powierzchni na miejscu 565.).